# Jowai
Jowai es una localidad de la India, centro administrativo del distrito de Jaintia Hills,en el estado de Meghalaya.

## Geografía
Se encuentra a una altitud de 1318 m s. n. m. a 82 km de la capital estatal, Shillong, en la zona horaria UTC +5:30.

## Demografía
Según estimación 2010 contaba con una población de 29 105 habitantes.